# Śnięcie ryb

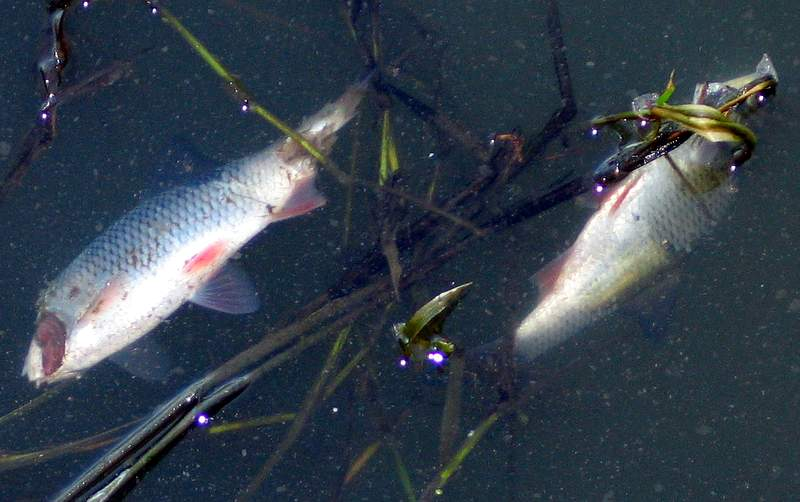
Śnięte ryby

Śnięcie (próg letalny) – stan fizjologiczny, w którym ryba jeszcze żyje, ale nie może powrócić do aktywnego życia biologicznego, pomimo usunięcia szkodliwych czynników fizykochemicznych.
Śnięcie ryb spowodowane może być niską temperaturą, zatruciem wody lub brakiem tlenu (przyducha). Jest to zazwyczaj zjawisko masowe, choć na ograniczonym obszarze.